# Culdesac
Culdesac é uma cidade localizada no estado americano de Idaho, no Condado de Nez Perce.

## Demografia
Segundo o censo americano de 2000, a sua população era de 378 habitantes.
Em 2006, foi estimada uma população de 375, um decréscimo de 3 (-0.8%).

## Geografia
De acordo com o United States Census Bureau tem uma área de
0,6 km², dos quais 0,6 km² cobertos por terra e 0,0 km² cobertos por água.

## Localidades na vizinhança
O diagrama seguinte representa as localidades num raio de 24 km ao redor de Culdesac.